# Вертоліт

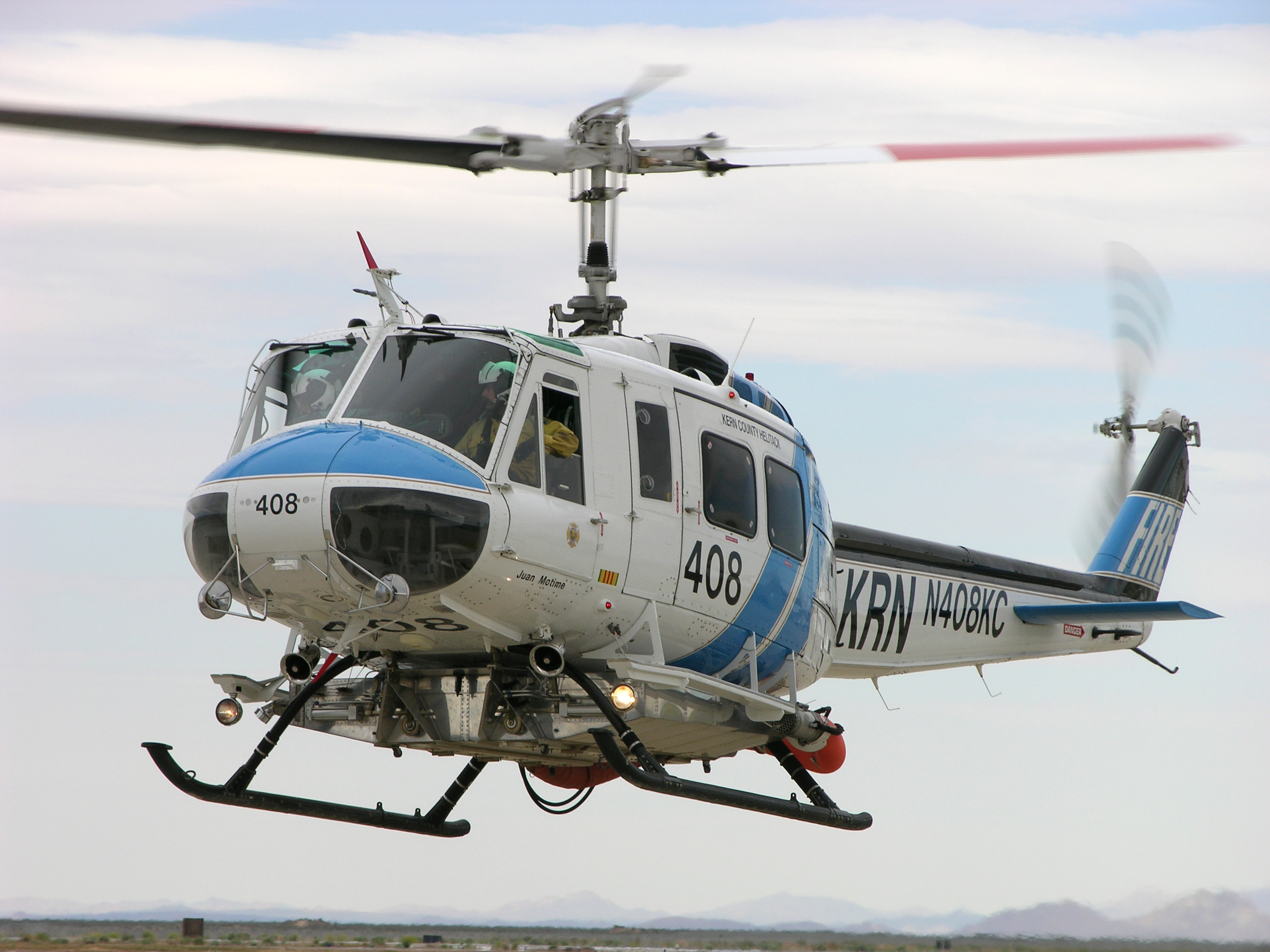
Гелікоптер Bell 205

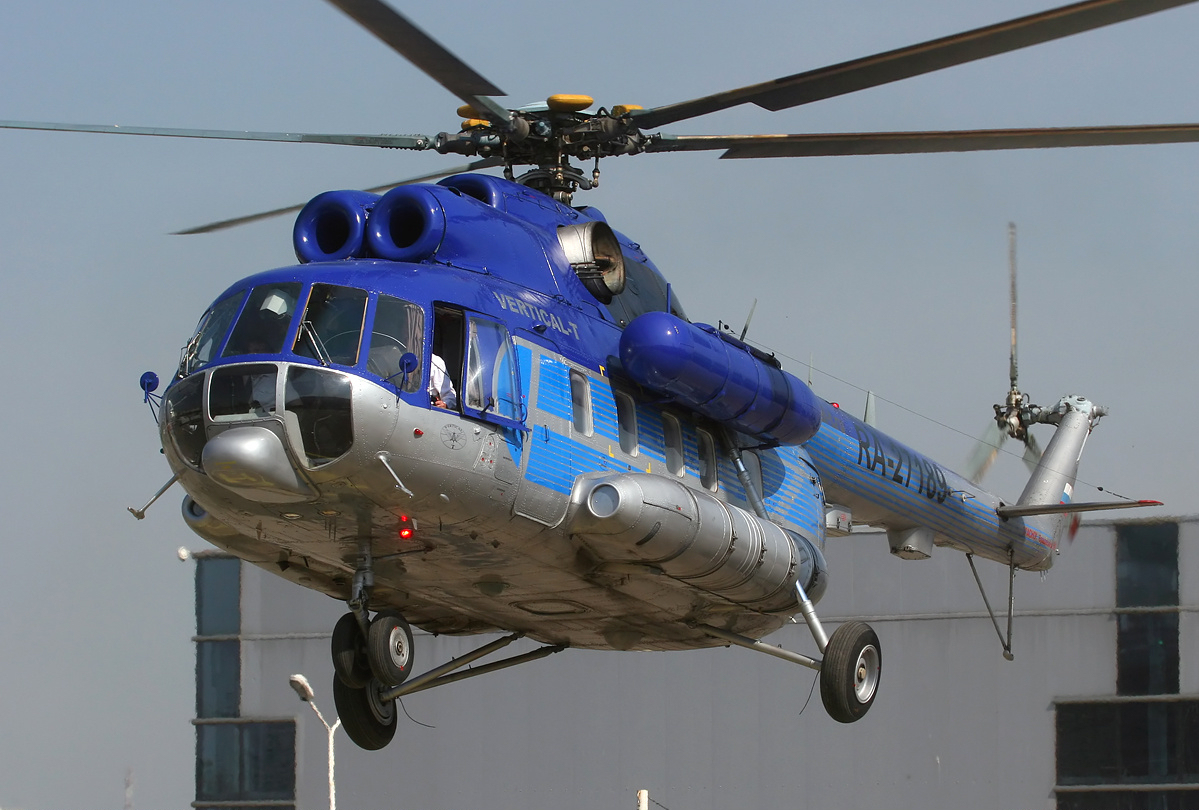
Гелікоптер Мі-8

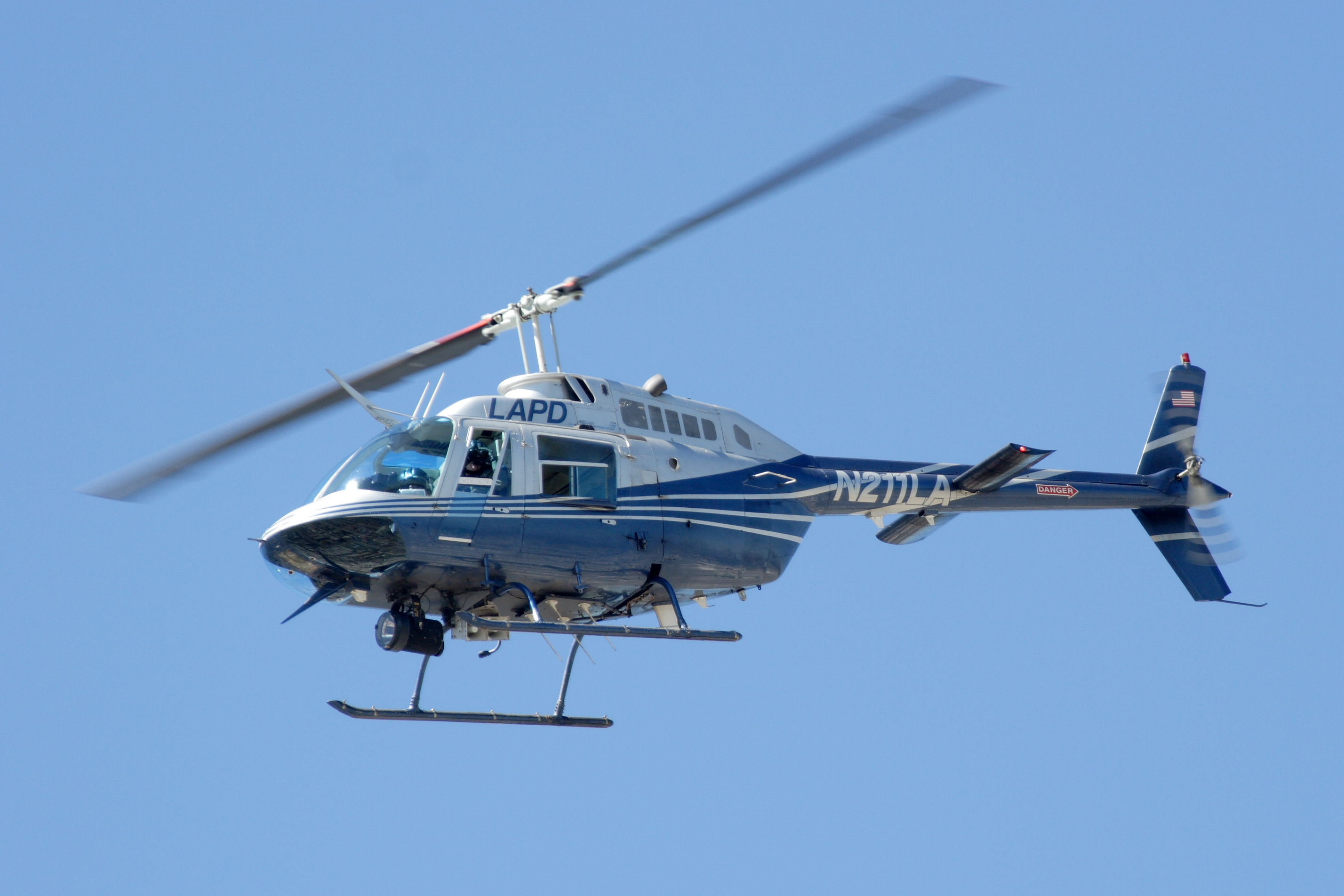
Гелікоптер Bell 206

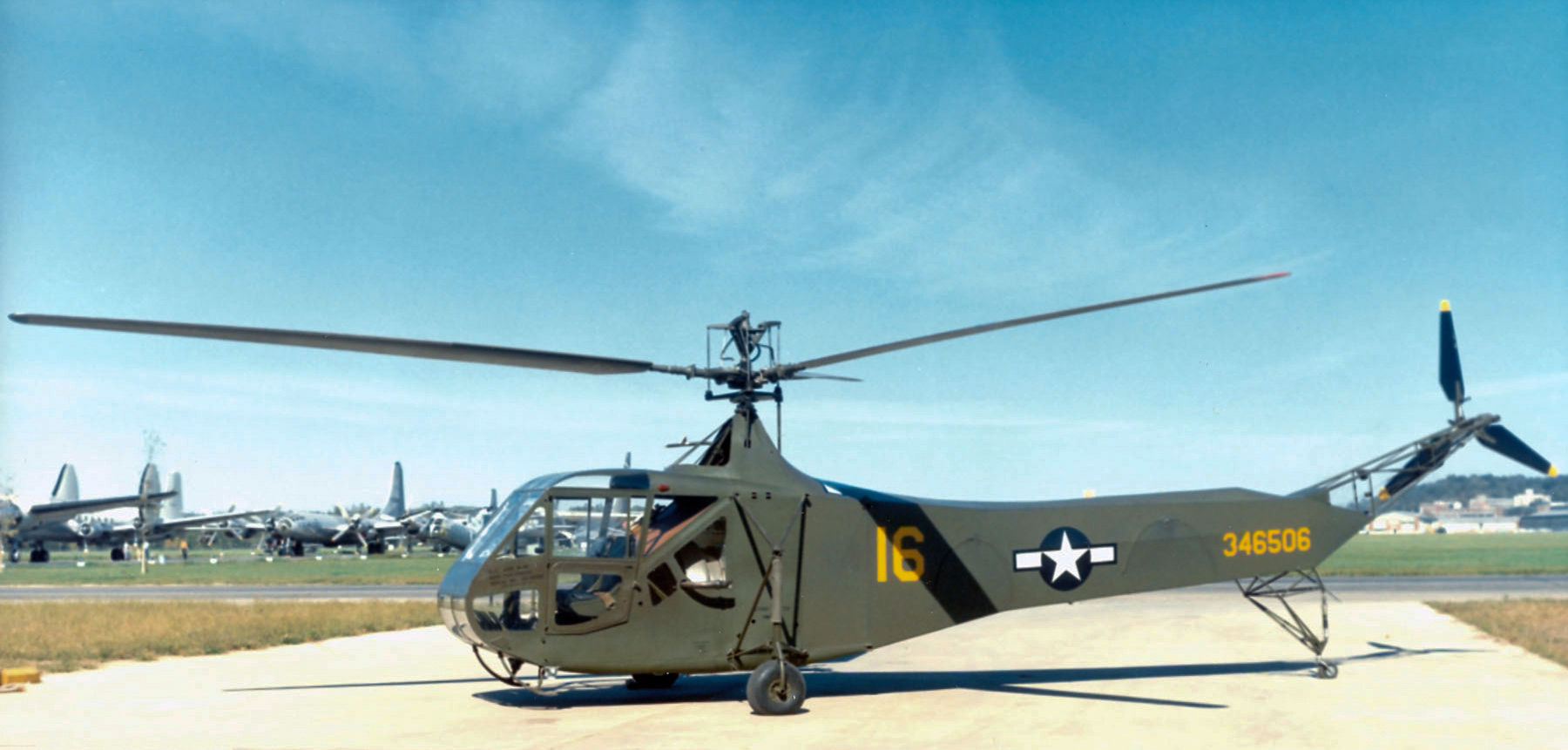
Sikorsky R-4В — перший гелікоптер, що серійно випускався в США.
Дослідний зразок XR-4 здійснив свій перший політ 13 січня 1942 року.

Вертолі́т, також гелікопте́р (фр. hélicoptère — від грец. ἕλιξ, гелікс, род. відм. ἕλικος, гелікос — «гвинтова лінія» + грец. πτερόν, птерон — «крило»), — літальний апарат, важчий за повітря. Зліт гелікоптера, тримання його на певній висоті (зависання) і переміщення в повітрі, забезпечується несучим гвинтом, що обертається в горизонтальній площині. Переміщення машини, забезпечується нахилом у відповідному напрямку,  несучого гвинта.
Оскільки гвинт, обертаючись, створює значний обертальний момент, цей реактивний момент треба зрівноважувати, щоби корпус гелікоптера не почав обертатися в протилежний бік.
Переважно, використовують два способи зрівноваження обертального моменту: два горизонтальні співвісні гвинти однакового розміру, які обертаються у протилежних напрямках, та схема, де обертальний момент великого горизонтального тримального гвинта врівноважується меншим кермовим, вертикально розміщеним, повітряним гвинтом або струменевою системою керування типу NOTAR.

## Назва
В українську мову лексема гелікоптер була запозичена з французької мови наприкінці ХІХ ст.
Нарівні зі словом «гелікопте́р» (від англ. helicopter < фр. hélicoptère) у сучасній українській мові щодо цього літального апарата, широко вживають іншу назву — «гвинтокрил», або «ґвинтокрил». Вживання останнього терміна як синоніма до «гелікоптер» слід визнати гіперкорекційною помилкою, оскільки «гвинтокрил» — це зовсім інший тип літальних апаратів.
| Тип приводу гвинта                  | Англійська | Українська             | Російська |
| ----------------------------------- | ---------- | ---------------------- | --------- |
| обертання гвинта від двигуна        | helicopter | гелікоптер             | вертолёт  |
| обертання гвинта від потоку повітря | autogyro   | автожир                | автожир   |
| додаткові гвинти на крилах          | gyrodyne   | гі(жи)родин/гвинтокрил | винтокрыл |

## Види гелікоптерів
Розрізняють гелікоптери:
- одногвинтові (найпоширеніші) з кермовим гвинтом (забезпечує шляхове керування, а також зрівноважує реактивний момент від головного гвинта);
- двогвинтові поздовжньої та поперечної схем, співвісні і з перехрещуваними осями головних гвинтів (гвинти для зрівноваження реактивних моментів обертаються в різні боки;
- три- і багато-гвинтові[5].

### Одногвинтові гелікоптери
На одногвинтових гелікоптерах, компенсація обертального моменту, здійснюється за допомогою меншого за розміром кермового гвинта, розміщеного на кінці хвостової балки (на деяких гелікоптерах — усередині фенестрона).

## Історія
Основні віхи історії створення гелікоптерів:
- У XV столітті Леонардо да Вінчі розробив ідею машини, яка б пересувалася за допомогою двох гвинтів, мала вертикальний зліт та посадку і назвав свій винахід гелікоптером (або повітряний гвинт да Вінчі), утворивши назву поєднанням грец. έλιζ — «спіраль і гвинт» та πτερόν — «крило»;
- наприкінці ХІХ ст. (1861 р.) французький винахідник Гюстав де Понтон д'Амекур[fr] запровадив лексему гелікоптер, назвавши так представлену ним маленьку модель електричного гелікоптера;[5]

- 1907, 13 листопада французький винахідник Поль Корню здійснив перший політ гелікоптером. Тримальні лопаті оберталися за допомогою двигуна «Antoinette» потужністю 24 к. с; машина підняла свого винахідника над землею майже на 30 см і протрималася в повітрі 20 секунд;
- 1908—1912 — Ігор Сікорський побудував у Києві 6 моделей літаків та гелікоптер;
- 1935 — запущено перший повністю керований жироплан Бреге-Дорана (гібридний гелікоптер).
- 1936 — Німецький Focke-Wulf Fw 61 став першим придатним для польотів гелікоптером;
- 1939 — 14 вересня — у США Ігор Сікорський підняв у повітря власний перший гелікоптер VS-300[8].
- 1941 — Flettner Fl 282 початок польотів першого гелікоптера, що взяв участь у бойових діях;
- 1941 — Focke-Achgelis Fa 223 початок першого у світі серійного виробництва гелікоптерів;
- 1942 — Sikorsky R-4 став першим гелікоптером серійного виробництва США;[9][10]
- 1952 — Мі-1 — перший у СРСР серійний гелікоптер;
- 1961 — Bell UH-1 Huey;
- 1962 — Boeing CH-47 Chinook — військово-транспортний гелікоптер із рознесеними гвинтами (Боїнг);
- 2018 — Інститут автоматизації Шеньяна при Академії наук Китаю представив перший безпілотний гелікоптер.[11]

## Використання
Гелікоптери використовують як:
- повітряні підіймальні крани
- засоби для гасіння пожеж
- санітарні гелікоптери
- військові гелікоптери
- поліційні гелікоптери
- сільськогосподарські гелікоптери (переважно для обробки виноградників у горах)
- спостережні: за газопроводами, аміакопроводами, нафтопроводами, лісами

## Конструктивні характеристики

Основний і протикрутний ротори

Гелікоптер — це тип гвинтокрилого судна, в якому підйомна сила і тяга забезпечуються одним або декількома горизонтально обертовими гвинтами. На відміну від цього, автожир (або жироплан) і жиродин мають вільно обертовий ротор для всього або частини польоту, що покладається на окрему систему тяги, щоб рухати судно вперед, так що повітряний потік повертає ротор, щоб забезпечити підйомну силу. Складний гелікоптер також має окрему систему тяги, але продовжує подавати енергію на гвинт протягом усього нормального польоту.

### Роторна система
Роторна система, або простіше ротор, — це обертова частина гелікоптера, яка створює підіймальну силу. Роторна система може бути встановлена горизонтально, як головні ротори, забезпечуючи підйомну силу вертикально, або вона може бути встановлена вертикально, наприклад хвостовий ротор, щоб забезпечити горизонтальну тягу для протидії крутному моменту від головних роторів. Ротор складається з щогли, маточини і лопатей.
Щогла — це циліндричний металевий вал, який тягнеться вгору від трансмісії. У верхній частині щогли розташована точка кріплення лопатей ротора, яка називається втулкою. Системи гвинта класифікуються відповідно до того, як лопаті ротора прикріплені та рухаються відносно втулки. Є три основних типи: безшарнірні, повністю шарнірні та балансувальні; хоча деякі сучасні роторні системи використовують їх комбінацію.

### Антикрутний момент
Більшість гелікоптерів мають один несучий гвинт, але крутний момент, створений його аеродинамічним опором, повинен компенсуватися протилежним крутним моментом. Конструкція, на якій Ігор Сікорський зупинився для свого VS-300, була меншим хвостовим гвинтом. Хвостовий гвинт штовхає або тягне хвостову частину, щоб протидіяти ефекту крутного моменту, і це стало найпоширенішою конфігурацією для конструкції гелікоптера, зазвичай на кінці хвостової стріли.
У деяких гелікоптерах замість хвостового гвинта використовують інші елементи керування крутним моментом, наприклад, канальний вентилятор (називається Фенестрон або FANTAIL) і NOTAR. NOTAR забезпечує антикрутний момент, подібний до того, як крило розвиває підйомну силу завдяки використанню ефекту Коанде на хвостовій балці.

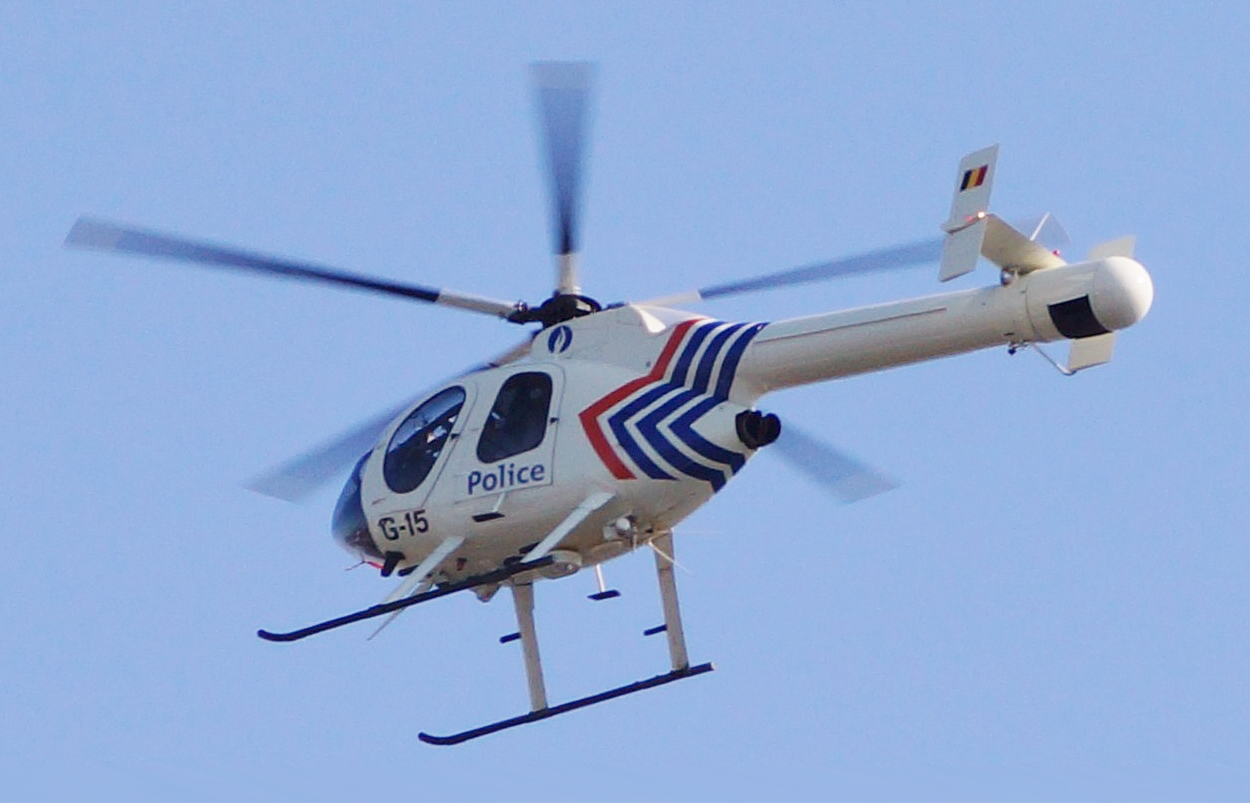
MD 520N NOTAR

Використання двох або більше горизонтальних роторів, що обертаються в протилежних напрямках, є іншою конфігурацією, яку використовують для протидії впливу крутного моменту на літак без використання хвостового гвинта проти крутного моменту. Це дозволяє відводити потужність, яка зазвичай потрібна для того, щоб хвостовий гвинт повністю подавався на гвинти, підвищуючи енергетичну ефективність літака та вантажопідйомність. Є кілька поширених конфігурацій, які використовують ефект протилежного обертання для досягнення переваги гелікоптера:
- Тандемна схема це два ротори, що обертаються протилежно, один з яких встановлений позаду іншого.
- Траверсна схема являє собою пару роторів, що обертаються протилежно, поперечно встановлених на кінцях нерухомих крил або аутригерів. Зараз використовують у конвертопланах, деякі ранні моделі гелікоптерів використовували їх.
- Коаксіальна схема це два ротори, що обертаються протилежно, встановлені один над одним на одній осі.
- Взаємозачеплення роторів це два гвинти, що обертаються протилежно, встановлені близько один до одного під достатнім кутом, щоб ротори зчепилися над верхньою частиною літального апарата без зіткнення. Судно, яке використовує це, знане як синхрокоптер.
- Мультикоптери використовують три або більше роторів. Спеціальні терміни також вживають залежно від точної кількості роторів, наприклад трикоптер, квадрокоптер, хексакоптер та октокоптер для трьох роторів, чотирьох роторів, шести роторів і восьми роторів відповідно, з яких квадрокоптер є найпоширенішим. Мультикоптери здебільшого використовують як дрони і їх використання як пілотованих апаратів зустрічається рідко.

Конструкції наконечника струменя дозволяють ротору штовхатися в повітрі та уникати створення крутного моменту.

### Двигуни
Першими рушіями гелікоптерів були прості механічні пристрої, такі як гумові стрічки або шпинделі, які застосовуються в іграшкових і малих моделях. За півтора століття до першого польоту літака, парові машини використовували для спроб здійнятися вертикально у повітря, але обмеженість та величезна вага парового двигуна, не дозволяла це зробити, проте такі експерименти сприяли вивченню аеродинаміки гелікоптерів. Винахід двигуна внутрішнього згорання наприкінці XIX століття дав можливість створити гелікоптер, оскільки такі двигуни можуть бути достатньо потужними та здатними здійняти у повітря людей.
У ранніх конструкціях гелікоптера використовували двигуни, призначені для літаків, але вони незабаром були замінені потужнішими автомобільними двигунами і радіальними двигунами. Найбільш обмежувальним фактором розвитку гелікоптерів у першій половині XX століття було те, що кількість енергії, яка виробляється двигуном, не була достатньою для підтримання вертикального польоту, враховуючи велику масу тільки самого двигуна. Ця обмеженість була подолана внаслідок появи доступних малих двигунів, після чого розпочалось виготовлення успішних моделей гелікоптерів. Коли було розроблено компактний плаский двигун, промисловість легко пристосувалась для його використання у невеликих гелікоптерах, хоча радіальні двигуни й надалі застосовувались для великих гелікоптерів.
Обертання гвинту, зазвичай передається від одного або двох двигунів через трансмісію і проміжний редуктор колонки головного гвинта.
Турбінні двигуни здійснили революцію в авіаційній промисловості. Поява потужніших газотурбінних двигунів, привела до зменшення співвідношення між вагою двигуна і гелікоптера. Газотурбінні двигуни також надійніші за поршневі, особливо для підтримки достатньо високих рівнів потужності, потрібних для гелікоптерів.
Деякі турбінні двигуни, які широко використовують у гелікоптерах, можуть також використовувати біодизель замість пального для реактивних двигунів.
Існують радіокеровані моделі гелікоптерів, які за механічною будовою схожі зі справжніми гелікоптерами. На них встановлюють поршневі двигуни внутрішнього згоряння, маленькі газотурбінні та електродвигуни.

## Українські гелікоптери

гелікоптер КТ-112

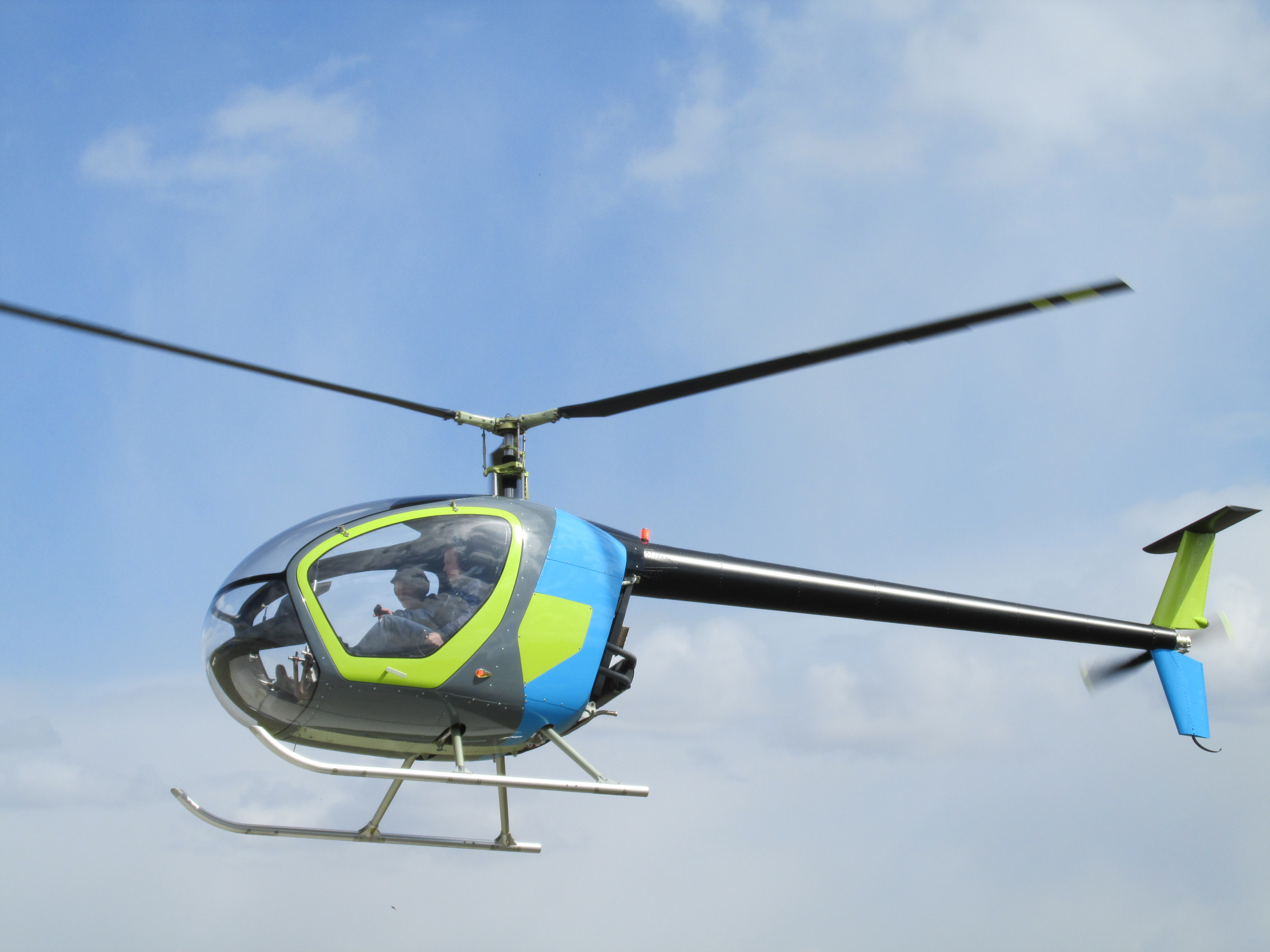
гелікоптер Skyline SL-231

Багатоцільові:
- АК1-3
- КТ-112-Кадет
- Skyline SL-222
- Skyline SL-231
- ВМ-4 «Джміль» та його модифікації
- ВТ-28
- Лев-1
- МСБ-2
- МСБ-6 «Отаман»
- МСБ-8

Військові:
- МСБ-2МО
- МСБ-8МО

## Зауваження
1. ↑  запозичення з французької